# Bassin du Fer-à-cheval
Le bassin du Fer-à-cheval est un bassin des jardins de Versailles, dans le prolongement du bras nord du Grand canal, au sud des jardins du Grand Trianon. 